# 方徴
方 徴（ほう ちょう、1349年 - 1380年）は、明代の官僚。字は可久。本貫は興化軍莆田県。

## 生涯
郷試に及第し、刑科給事中に任じられた。洪武帝が後苑で遊ぶと、方徴はこれに近侍して、ともに詩句を連ねた。洪武帝は方徴に老母がいるのを知って、白金を賜り、駅伝で帰省させた。方徴は南京に召還されて監察御史に転じ、懐慶府知府として出向した。方徴は志操高く、直言をはばからなかった。懐慶府にいたとき、天文の異変があって進言を求められると、方徴は空印事件で各行省の官吏たちが重罪に処されたにもかかわらず、河南参政の安然と山東参政の朱芾はかえって布政使に昇進しており、賞罰が不公正であると上疏した。1380年（洪武13年）、胡惟庸の獄に連座して逮捕され、南京に連行され、処刑された。